# Rektorova nagrada
Rektorova nagrada  je nagrada koju rektor sveučilišta dodjeljuje studentima, najčešće na godišnjoj razini i na prijedlog u tu svrhu osnovana vijeća. Dodjeljuje se za najbolje studentske radove znanstvenoga ili stručnoga odnosno umjetničkoga ostvarenja radi poticanja znanstvenoistraživačkoga, stručnoga i umjetničkoga rada te promicanja studentskoga stvaralaštva.